# 勒莱莱
勒莱莱（法語：Le Leslay，法語發音：[lə lɛlɛ]）是法国阿摩尔滨海省的一个市镇，位于该省中部偏西，属于圣布里厄区。

## 地理
勒莱莱（48°25'46"N, 2°57'57"W）面积5.01 平方千米，位于法国布列塔尼大區阿摩尔滨海省，该省份为法国西北部沿海省份，位于布列塔尼半岛北部，北濒大西洋英吉利海峡，西接菲尼斯泰尔省，南至莫尔比昂省，东临伊勒-维莱讷省。
与勒莱莱接壤的市镇（或旧市镇、城区）包括：博克奥、科伊尼亚克、勒弗伊、圣吉尔达、勒维约堡。
勒莱莱的时区为UTC+01:00、UTC+02:00（夏令时）。

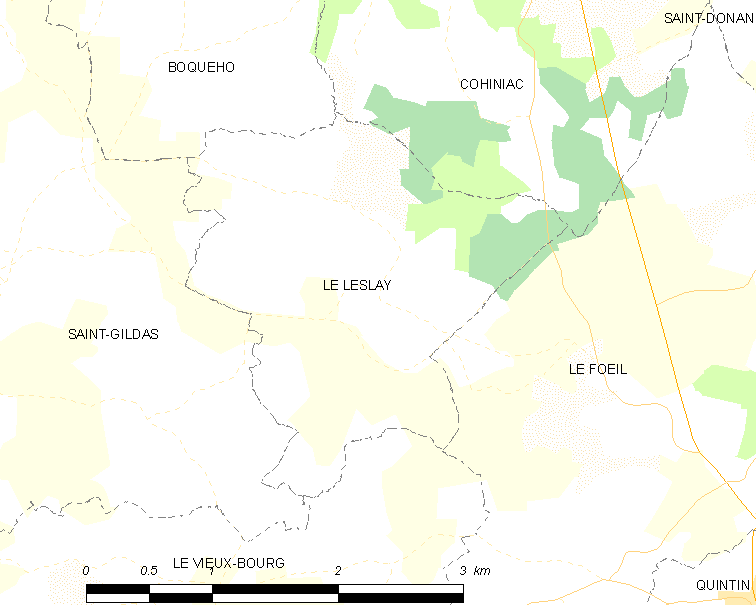
勒莱莱的OSM定位图

## 行政
勒莱莱的邮政编码为22800，INSEE市镇编码为22126。

## 政治
勒莱莱所属的省级选区为普莱洛县。

## 交通
阿摩尔滨海省省道D22线经过境内。

## 人口

1962-2008年间勒莱莱人口变化图示

勒莱莱于2022年1月1日时的人口数量为154人。